# Colobostruma lacuna
Colobostruma lacuna é uma espécie de formiga do gênero Colobostruma, pertencente à subfamília Myrmicinae.